# Simulium flavocinctum
Simulium flavocinctum es una especie de insecto del género Simulium, familia Simuliidae, orden Diptera.
Fue descrita científicamente por Edwards, 1934.